# Мариинский (Челябинская область)
Мариинский — посёлок в Брединском районе Челябинской области России. Входит в состав Андреевского сельского поселения.

## География
Расположен в восточной части района, у границы с Республикой Казахстан, на берегу реки Синташты, у места впадения в нее рек Берсуат и Желькуар. Расстояние до районного центра посёлка Бреды 51 км.

## История
Поселок был заложен в 1836 году на Новой пограничной линии. 
В 1930 году появился колхоз «Новая жизнь».

## Население
| 2002 | 2010 |
| ---- | ---- |
| 532  | ↘438 |

(в 1926 — 1254, в 1970 — 518, в 1983 — 408, в 1995 — 516)

## Улицы
- Колхозная,
- Комсомольская,
- Новая,
- Октябрьская,
- Советская,
- Черёмушки,
- Шоссейная.

## Инфраструктура
- Школа,
- клуб,
- детский сад.